# الحرب السوفيتية اليابانية (1945)

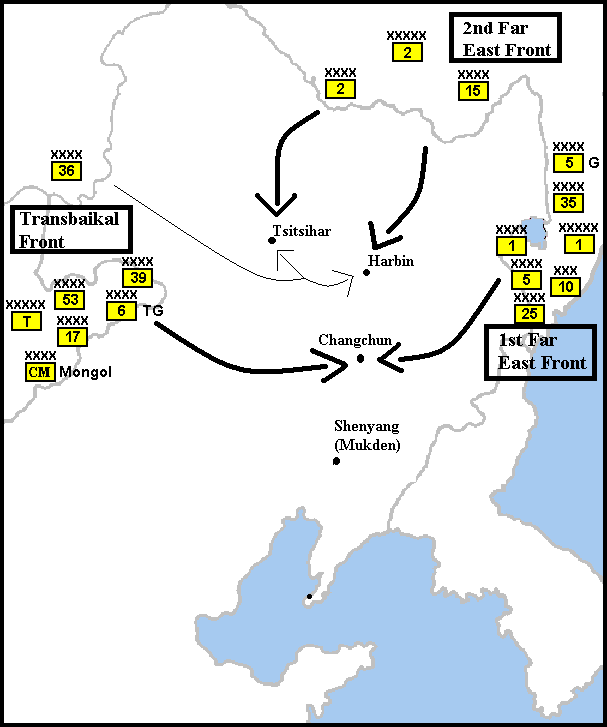
خريطة توضح تقدم الهجوم الجيش السوفيتي على الأراضي التابعة للجيش الياباني

الحرب السوفييتية اليابانية (باليابانية: ソ連対日参戦)، هي نزاع عسكري ضمن الحرب العالمية الثانية بدأ بُعيد منتصف ليلة التاسع من أغسطس، 1945، بغزو السوفييت للدولة الدُمية اليابانية مانشوكو. أنهى السوفييت والمنغوليون سيطرة اليابانيين على مانشوكو، مينتشيانغ (منغوليا الداخلية)، شمالي كوريا، كارافوتو، وجزر تشيشيما (جزر الكوريل). ساهمت هزيمة جيش كوانتونغ الياباني في استسلام اليابان وإنهاء الحرب العالمية الثانية. كان دخول السوفييت في الحرب عاملًا مهمًا في قرار الحكومة اليابانية الاستسلام غير المشروط، وأظهر أن الاتحاد السوفييتي لم يكن ناويًا التصرف بصفة طرف ثالث في مفاوضات إنهاء العمليات الحربية بصيغة مشروطة.
بدات الحرب سنة 1945م، منذ سقوط برلين خلال أشهر القليلة الماضية من فترة اليوم التاسع من أغسطس حتى اليوم الثاني من سبتمبر.
وكانت نتيجة الحرب بين الاتحاد السوفيتي واليابان مايلي:
- استعادة منشوريا وعودتها إلى جمهورية الصين الوطنية، وذلك قبل السقوط على يد الجيش الأحمر الصيني بأربع سنوات.
- استعادة جزر كوريل بعد ثلاثون عاماً من الهيمنة اليابانية على هذه الجزر الروسية، وكانت جزر الكوريل ملكا لروسيا القيصرية عندما كان جيشها ضعيفا في ذلك الوقت.
- خسر اليابانيون أهم مناطق التي احتلها عام 1937م، وهي منشوريا وساخالين وكوريا الشمالية وأجزاء من منغوليا، والتي أصبحت هذه المناطق بيد السوفيت.
- انهيار المعنويات للجيش الياباني، بعد الضربة النووية على هيروشيما وناجازاكي اليابانيتين، وارتباك الصفوف الجيش الياباني، وتلقي الهجوم المفاجئ من قبل القوات الأمريكية الجوية لقصف طوكيو ويوكوهاما، بالإضافة إلى تلقي الهجوم المفاجئ من قبل البحرية السوفيتية والقوات البرية.

## مُلخّص
في مؤتمر طهران الواقع في نوفمبر 1943، وافق جوزيف ستالين على دخول الاتحاد السوفييتي حربًا ضد إمبراطورية اليابان عند هزيمة ألمانيا النازية. وفي مؤتمر يالطا سنة 1945، وافق ستالين على مناشدات الحلفاء له للدخول حرب المحيط الهادئ خلال ثلاثة أشهر من انتهاء الحرب في أوروبا. في 26 يوليو، قامت كل من الولايات المتحدة، والمملكة المتحدة، والصين بإعلان بوتسدام، الذي كان نداءً نهائيًا لليابانين بالاستسلام وإلا سيعانون الدمار الفوري والمطلق.
حدثت بداية الغزو بين القصف الذري الأمريكي على هيروشيما في يوم 6 أغسطس وعلى ناغازاكي في 9 أغسطس. رغم أن حكومات الحلفاء لم تعلم ستالين بشيءٍ تقريبًا عن برنامج القصف الذري الأمريكي والبريطاني، كان تاريخ الغزو مُنذرًا به عبر مؤتمر يالطا، تاريخ الاستسلام الألماني، وحقيقة أنه في 3 أغسطس، قدم المارشال فاسيلفيسكي تقريرًا لستالين يخبره فيه بجهوزيته للهجوم صباح يوم 5 أغسطس في حال الضرورة. كان التوقيت مخططًا له جيدًا ومكن الاتحاد السوفييتي من دخول حرب المحيط الهادي إلى جانب الحلفاء، كما اتُفق سابقًا، قبل نهاية الحرب. كان غزو جزيرة هوكايدو ثاني أكبر الجزر اليابانية مُخططًا له من قبل السوفييت في الأصل لتكون جُزءًا من حصتهم في المنطقة، لكن أُجّل الأمر نتيجة الخشية من مكانة الولايات المتحدة الجديدة بصفة قوة ذرية.
في الساعة 11 مساءً بتوقيت ترانس-بايكال يوم 8 أغسطس 1945، أعلم وزير الخارجية الروسي فياتشيسلاف مولوتوف السفير الياباني ناوتاكي ساتو أن الاتحاد السوفييتي أعلن الحرب على اليابان، وأنه منذ 9 أغسطس ستعتبر الحكومة السوفييتية نفسها في حرب مع اليابان. وبعد دقيقة واحدة من منتصف ليلة 9 أغسطس، 1945 بتوقيت ترانس-بايكال، بدأ السوفييت غزوهم بالتزامن على ثلاث جبهات، شرق، غرب، وشمال مانشوريا. قُسمت العملية إلى أجزاء تكتيكية وعملياتية أصغر منها:
- عملية خينغان – مكدن الهجومية (9 أغسطس، 1945 – 2 سبتمبر، 1945)
- عملية هاربن – كيرين الهجومية (9 أغسطس، 1945 – 1 سبتمبر، 1945)
- عملية سُنغاري الهجومية (9 أغسطس، 1945 – 1 سبتمبر، 1945)

ثم تبعها:
- عملية جنوب ساخالين (11 أغسطس، 1945 – 25 أغسطس، 1945)
- الاعتداء السوفييتي على ماوكا (19 أغسطس، 1945 – 22 أغسطس، 1945)
- عملية الإنزال في سيشين (18 أغسطس، 1945 – 1 سبتمبر، 1945)
- عملية الإنزال في كوريل (18 أغسطس، 1945 – 1 سبتمبر، 1945)

أطلق اسم معركة منشوريا على الغزوات المنسقة والمنسجمة لمناطق اليابان الشمالية رغم أن الحرب امتدت إلى ما بعد الحدود المعروفة تقليديًا كمنشوريا، إلى أراضي مانشوس التراثية. منذ عام 1983، دُعيت العملية بعض الأحيان بعملية عاصفة أغسطس، بعد أن استخدم مؤرخ الجيش الأميركي المقدّم ديفيد غلانتز هذا العنوان لوثيقة كتبها عن الموضوع.
يجب عدم الخلط بين هذا الهجوم وحروب الحدود السوفييتية اليابانية (على وجه الخصوص معركة خالخين غول/حادثة نومونهان بين مايو وسبتمبر 1939) التي انتهت بهزيمة اليابان عام 1939، وقادت إلى اتفاقية الحياد السوفييتية اليابانية.

## الخلفية والتجهيز
نتج عن الحرب الروسية اليابانية في بداية القرن العشرين نصر اليابان ومعاهدة بورتسماوث، التي أدت بالتزامن مع الحوادث الأخيرة، ومن بينها حادثة موكدين والغزو الياباني لمنشوريا في سبتمبر 1931، إلى السيطرة اليابانية على كوريا، منشوريا، وجنوب ساخالين. وقعت العديد من حوادث الحدود السوفييتية اليابانية في نهاية الثلاثينيات، الأكثر أهمية بينها كانت معركة بحيرة خاسان (حادثة تشانغ كوفينغ، يوليو-أغسطس 1938) ومعركة خالخين غول (حادثة نومونهان بين مايو وسبتمبر 1939)، التي قادت إلى اتفاقية الحياد السوفييتية اليابانية في أبريل 1941. حررت اتفاقية الحياد القوات من حوادث الحدود ومكنت السوفييت من التركيز على حربهم مع ألمانيا، واليابانيين من التركيز على توسعهم ناحية الجنوب داخل آسيا والمحيط الهادي.
مع نجاح معركة ستالينغراد، وازدياد حتمية الهزيمة النهائية لألمانيا، تغير السلوك السوفييتي تجاه اليابان علنًا، بإلقاء ستالين لخطاباتٍ يشجبُ اليابان فيها، وسرًا، بتجهيز السوفييت لقواتٍ ومعداتٍ في أقصى الشرق. في مؤتمر طهران (نوفمبر 1943)، اتفق ستالين، ونستون تشرشل، وفرانكلين روزفلت على أن السوفييت سيدخلون حربًا ضد اليابان عند هزيمة ألمانيا، من بين عدة أمور أخرى. واجه ستالين معضلة، إذ أراد تجنب حربًا على جبهتين بأي ثمن تقريبًا، لكنه أراد أيضًا تحصيل الأرباح في أقصى الشرق بالإضافة إلى أوروبا. كان الحل الوحيد ليتمكن ستالين من تحصيل الأرباح في أقصى الشرق دون حرب على جبهتين هو إذعان ألمانيا قبل اليابان.
نتيجةً لاتفاقية الحياد السوفييتية اليابانية، وضع السوفييت سياسةً تسمح لهم بإلقاء القبض على طواقم التحالف الجوية التي حطت في مناطق سوفييتية في عمليات حربية ضد اليابان، رغم أن طواقم الطيران المُعتقلة من قبل الاتحاد السوفييتي في ظل ظروف كهذه كان يسمح لهم بالفرار بعد مدة من الوقت. لكن مع ذلك، حتى قبل هزيمة ألمانيا، كانت عملية التجهيز السوفييتية في أقصى الشرق متسارعة بثبات. وبحلول بداية عام 1945، أصبح واضحًا لدى اليابانيين أن السوفييت يحضرون لاجتياح مانشوريا، مع أنه كان من غير المرجح أن يهاجموا قبل هزيمة ألمانيا. بالإضافة إلى مشاكلهم في المحيط الهادي، أدرك اليابانيون وجوب أن يحددوا مكان وزمان وقوع الغزو السوفييتي.
وفي مؤتمر يالطا (فبراير 1945)، ضمن ستالين وعدًا من روزفلت يسمح له بتحقيق رغباته المناطقية في أقصى الشرق، مقابل موافقته على دخول حروب المحيط الهادي خلال شهرين أو ثلاثة أشهر من هزيمة ألمانيا. وبحلول منتصف مارس 1945، لم تكن الأمور في المحيط الهادي تجري بما يسر اليابانيين، وسحبوا قواتهم النخبة من مانشوريا لدعم العمليات في المحيط الهادي. في هذه الأثناء، تابع السوفييتيون بناءهم في أقصى الشرق. قرر السوفييت أنهم لا يرغبون بتجديد اتفاقية الحياد. وكان متبقيًا على انتهاء مدة الاتفاقية 12 شهرًا، فوجب عليهم إعلام اليابانيين بهذا، لذا في 5 أبريل، 1945 أبلغوا اليابانيين بعدم رغبتهم تجديد المعاهدة. الأمر الذي سبب قلقًا جسيمًا لليابانيين، لكن السوفييت بذلوا جهدًا كبيرًا للتأكيد لهم أن المعاهدة ستبقى ساريةً لاثني عشر شهرًا آخر، وأنه لا يوجد سبب يدعو إلى القلق.